# 大吉山展望台
大吉山展望台(だいきちやまてんぼうだい)は京都府宇治市にある大吉山の山頂にある展望台。大吉山風致公園内にあり、展望台からは宇治市の市街地を一望することができ、平等院、塔の島といった観光地を一度に見ることができる。

大吉山展望台から望む宇治市の市街地

## 概要
宇治市の中心部にそびえ立つ標高約130mの大吉山頂上から市街地を鑑賞する施設、1981年に建築600万円で完成した。展望台までの遊歩道は東海自然歩道となっとり、四季で植物を見ることができる。

## 利用情報
- 所在地-京都府宇治市宇治東内65−5

## 周辺
- 朝日山(隣接)
- 宇治上神社(麓)
- 宇治神社
- 興聖寺(麓)
- 平等院

## アクセス
- 宇治駅から徒歩約34分
- 宇治駅から徒歩約26分